# Slaget om Beersheba (1917)
 For alternative betydninger, se Slaget om Beersheba. (Se også artikler, som begynder med Slaget om Beersheba)
Slaget om Beersheba (tyrkisk: Birüssebi Savaşı, tysk: Schlacht von Birüssebi) blev udkæmpet den 31. oktober 1917, da det egyptiske ekspeditionskorps angreb og erobrede den osmanniske garnison i Beersheba, hvilket udgjorde starten på den sydlige Palæstina-offensiv, under Felttoget i Sinai og Palæstina i 1. verdenskrig. Efter vellykkede begrænsede angreb fra sydvest om morgenen med infanteri fra 60. og 74. division af 20. korps, indledte den beredne Anzac division en række angreb. Disse angreb mod de stærke forsvarsstillinger, som dominerede den østlige side af Beersheba, resulterede til sidst i at de blev indtaget sidst på eftermiddagen. Kort tid senere gennemførte den beredne australske divisions 4. og 12. lette beredne regiment (fra 4. lette beredne brigade) et kavaleriangreb med bajonetter i hånden, deres eneste våben under beredne angreb, da deres rifler var slænget over ryggen. Mens dele af de to regimenter sad af for at angribe skyttegrave på Tel es Saba, som forsvarede Beersheba, fortsatte resten af den beredne styrke angrebet ind i byen, erobrede den og tog en del af garnisonen til fange mens den var ved at trække sig tilbage.
Efter den egyptiske ekspeditionsstyrkes nederlag i det første og andet slag om Gaza i marts og april 1917 styrkede den tyske sejrherre, general Friedrich Freiherr Kress von Kressenstein (chef for de tre divisioner i 4. osmanniske armé) sine forsvarsstillinger fra Gaza til Beersheba og modtog forstærkninger i form af to divisioner. I mellemtiden begyndte generalløjtnant Philip Chetwode (chefen for den Østlige Styrke) dødvandet i Sydlige Palæstina, hvor han forsvarede mere eller mindre den samme linje, som blev holdt ved slutningen af det andet slag om Gaza. Han gennemførte jævnlige beredne rekognosceringer ind i den åbne østlige flanke af linjen mellem Gaza og Beersheba, i retning mod Beersheba. I juni blev den 4. osmanniske armé reorganiseret, da den nye Yildirim armégruppe blev etableret under ledelse af den tyske general Erich von Falkenhayn. Nogenlunde på samme tid blev den britiske general Sir Archibald Murray udskiftet med general Edmund Allenby som chef for det egyptiske ekspeditionskorps. Allenby reorganiserede ekspeditionsstyrken så han fik direkte kommando over tre korps, og i den forbindelse nedlagde han Chetwodes Østlige styrke og satte ham i spidsen for det ene af to infanterikorps. I samme forbindelse blev Chauvels ørkenkolonne omdøbt til det Beredne ørkenkorps. Da dødvandet fortsatte igennem sommeren under svære betingelser i den nordlige udkant af Negev-ørkenen, begyndte forstærkninger til ekspeditionsstyrken at styrke divisionerne, som havde lidt tab på over 10.000 under de to slag om Gaza. Mens ekspeditionsstyrken og den osmanniske armé i hovedsagen koncentrerede sig om at bemande fronten og patruljere i den åbne østlige flanke gennemførte begge sider træning af alle enheder. I midten af oktober, hvor slaget ved Passchendaele fortsatte på Vestfronten fortsatte 21. britiske korps forsvaret af Gaza sektoren af linjen. Allenbys forberedelser til et angreb på den osmanniske forsvarslinje, med start ved Beersheba og efterfølgende fremrykning til Jerusalem, var næsten afsluttet med ankomsten af de sidste forstærkninger.
Beersheba var omgivet af linjer af skyttegrave som blev støttet af isolerede skanser, som dækkede alle adgangsveje til byen. Den osmanniske garnison blev til sidst omringet af de to infanteri og to beredne divisioner, ad de (og deres tilhørende artilleri) indledte deres angreb. 60. divisions indledende angreb og erobring af skansen på Hill 1070, førte til bombardementet af den osmanniske hovedskyttegravslinje. Derpå erobrede et fælles angreb mellem 60. og 74. division alle deres mål. I mellemtiden afskar den beredne Anzac division vejen fra Beersheba til Hebron nordøst for byen (denne vej fortsatte videre til Jerusalem). Fortsatte kampe omkring hovedskansen og stillingerne på Tel el Saba (som dominerede den østlige adgang til byen), førte til sidst til at den blev indtaget om eftermiddagen. Under denne kamp blev 3. lette beredne brigade sat ind for at forstærke den beredne Anzac division, mens 5. beredne brigade (bevæbnede med sværd) forblev i korpsreserven. Da alle brigader i begge de beredne divisioner allerede var indsat i kampen, blev den eneste brigade, som var til rådighed (4. lette beredne brigade), beordret til at erobre Beersheba. Disse sværdbevæbnede beredne infanterister galopperede over sletten ind mod byen og en skanse, som blev støttet af skyttegrave på toppen af Tel es Saba sydøst for Beersheba. Mens 4. lette beredne regiment på højre side sprang over skyttegravene inden de vendte om, sad af og angreb skyttegrave, kanonstillinger og skanser, red det meste af 12. lette beredne regiment på venstre side videre forbi fronten af hovedskansen for at finde et hul i de osmanniske stillinger. Tre eskadroner red over jernbanen og ind i Beersheba, for at afslutte det første skridt i offensiven, som bragte den egyptiske ekspeditionsstyrke til Jerusalem, seks uger senere.

## Baggrund
Efter nederlaget ved Gaza i april afskedigede general Sir Archibald Murray chefen for Østlige styrke, generalløjtnant Charles Macpherson Dobell. Generalløjtnant Philip Chetwode blev forfremmet til at lede Østlige styrke mens Harry Chauvel blev forfremmet til generalløjtnant og leder af Ørkenkolonnen. Generalmajor Edward Chaytor blev forfremmet fra at lade den beredne newzealandske riffelbrigade til at lede den beredne Anzac division i stedet for Chauvel. Da general Edmund Allenby ankom i juni blev Murray selv afløst som leder af den egyptiske ekspeditionsstyrke og sendt tilbage til England.
Selv om de strategiske prioriterer for Enver Pasha og den osmanniske generalstab bestod i at trænge den egyptiske ekspeditionsstyrke og generobre Bagdad, Mesopotamien og Persien, var osmannerne i april 1917 ikke i stand til at indlede storstilede modangreb straks efter deres anden sejr ved Gaza. Sådan et angreb mod ekspeditionsstyrkens rudimentære stillinger i den nordlige udkant af Negev kunne have været katastrofal for ekspeditionsstyrken. I stedet byggede begge sider permanente forsvarsstillinger fra havet vest for Gaza til Shellal ved Wadi Ghazzeh. Fra Shellal fortsatte ekspeditionskorpsets let befæstede linje til El Gamli inden den fortsatte 11 km sydpå til Tel el Fara. Den vestlige sektor, fra Gaza til Tel el Jemmi, var udstyret med stærke skyttegrave og pigtråd og bemandet på begge sider. Den østlige sektor, som strakte sig øst og sydpå over den åbne slette blev afpatruljeret af Ørkenkolonnens beredne styrker. Ved enhver lejlighed generede patruljer og forposter modstanderens styrker mens brønde og cisterne blev kortlagt.
Byen Gaza var kraftigt befæstet efter at være udviklet til "en stærk moderne fæstning, vel forskanset med pigtråd, med godt udsyn og en voldskråning (glacis) på dens sydlige og sydøstlige side." Fra Gaza strakte den formidable 50 km lange osmanniske frontlinje sig østpå. Den dominerede landet mod syd, hvor ekspeditionsstyrken var indsat i åbent lavt terræn, som blev gennemskåret af dybe wadier (floddale). De osmanniske stillinger i midten af linjen ved Atawineh og hårnåleskanser ved Hareira og Teiaha støttede hinanden da de havde udsigt over sletten, hvilket gjorde frontalangreb næsten umulige. Mellem Gaza og Hareira, var de osmanniske stillinger forstærket og fortsatte langs vejen fra Gaza til Beersheba, øst for Palæstina jernbanen fra Beersheba. Selv om disse skyttegrave ikke fortsatte helt til Beersheba havde stærke befæstninger gjort den isolerede by til en fæstning.
Den åbne østlige flanke blev domineret af Wadi Ghazzeh, som, i begyndelsen af dødvandet, kun kunne krydses på fem steder. Disse var ved mundingen ud i Middelhavet, der hvor vejen mellem Deir el Belah og Gaza krydsede, Tel el Jemmi overgangen (benyttet under det første slag om Gaza), Shellal overgangen på vejen mellem Khan Yunis og Beersheba og Tel el Fara overgangen på vejen mellem Rafah og Beersheba. Vanskelighederne ved at krydse wadien andetsteds skyldtes de 15-18 meter dybe skrænter, som skar sig ind i Gaza–Beersheba sletten når det regnede. Yderligere overgange blev konstrueret under dødvandet.
Beersheba (Hebræisk: Be-er Sheva; arabisk: Bir es Sabe) ved foden af de judæiske bjerge, lå på den østlige bred af Wadi es Saba, som møder Wadi Ghazzeh ved Bir el Esani inden den fortsætter til Middelhavet. Den lå i den østlige ende af en flad slette uden træer 6½ km lang og 5 km bred omgivet af klippeformationer og fremspring. Mod nord-nord-øst 10 km borte på den sydlige kant af de judæiske bjerge rejser Tuweiyil Abu Jerwal sig til 500 meter bag byen og når dermed 200 meter over byen. Lavere bakker strækker sig mod øst og syd og en udløber af Edom plateauet mod sydøst strækker sig mod byen.
Siden oldtiden har byen været et handelscentrum med veje i alle retninger. Mod nordøst den eneste egentlige tjærede vej (forgængeren for asfalt) i området, som strækker sig langs ryggen af de judæiske bjerge til Jerusalem, via Edh Dhahriye, Hebron og Bethlehem langs Wadi el Khalil (en biflod til Wadi es Saba). Mod nordvest vejen til Gaza 42 km borte over åbent terræn, mod vest sporet til Rafah via Tel el Fara (ved Wadi Ghazzeh), mens den sydlige vej til Asluj og Hafir el Auja fortsatte den tjærede vej fra Jerusalem.
Beersheba var blevet udviklet af det Osmanniske Rige fra at have været et centrum for kamelhandel på den nordlige kant af Negev, halvvejs mellem Middelhavet og Det Døde Hav. Den lå ved jernbanen som forløb fra Istanbul til Hafir el Auja (den osmanniske hovedbase i ørkenen under angrebet på Suez-kanalen i 1915 indtil ekspeditionsstyrkens fremrykning til Rafah udflankede den), og som blev ødelagt så den ikke kunne repareres i maj 1917 under et angreb. Beershebas hospital, kaserne, jernbanestation (med vandtårn), lokomotivskure, store lagerbygninger og plads med huse var veldesignede og stærkt byggede stenhuse, med røde tegltage og en tysk bier-garten.
Indbyggerne i regionen fra Beersheba og nordpå var blandet. Befolkningen var fortrinsvis arabiske sunnier, iblandet nogle jødiske og kristne kolonister.
Ekspeditionsstyrken havde allerede besluttet at invadere osmannisk område inden det første slag om Gaza på basis af Storbritanniens tre overordnede krigsmål: at opretholde herredømmet til søs i Middelhavet, fastholde magtbalancen i Europa og beskytte Egypten, Indien og den Persiske Bugt. Trods ekspeditionsstyrkens nederlag i de to første slag om Gaza (med tab på omkring 10.000), planlagde Allenby en fremrykning ind i Palæstina og erobringen af Jerusalem for at sikre regionen og afskære de osmanniske styrker i Mesopotamien fra dem i Levanten og på den Arabiske halvø. Erobringen af Gaza, som dominerede kystruten mellem Egypten og Jaffa, var et første skridt mod disse mål.

### Kommunikationslinjer
Under dødvandet fra april til slutningen af oktober 1917 forbedrede ekspeditionsstyrke og den osmanniske armé deres kommunikationslinjer, byggere mere jernbane og vandledninger og sendte tropper, kanoner og ammunition frem for at forsvare deres frontlinjer. Mens de osmanniske kommunikationslinjer var blevet forkortet ved tilbagetrækningen over Sinai, betød fremrykningen over Sinai ind i det sydlige Palæstina, at ekspeditionsstyrkens var blevet forlænget, hvilket krævede store investeringer i infrastruktur. Da en let bereden brigade bestod af omkring 2.000 soldater, som behøvede ammunition, rationer og forsyninger var dette et stort projekt. I marts 1917 var der bygget 325 km tjæret vej, 140 km vej med kvas som belægning, 480 km vandledning og 620 km jernbane. Jernbanen var nået til 50 km fra Gaza, men i midten af april var jernbanen nået til Deir el Belah, og en sidebane til Shellal var færdig. Da det egyptiske kameltransport korps ikke alene kunne holde en storoffensiv hinsides jernbanen forsynet, blev der også etableret transport med heste- og muldyrtrukne vogne. Forsyningskolonner var udformet, så de kunne støtte militære operationer med infanteri og beredne tropper i omkring 24 timer fra jernbanens slutpunkt.

## Optakt

### Osmanniske styrke
Adskillige uger efter den osmanniske sejr i Andet slag om Gaza blev general Friedrich Freiherr Kress von Kressenstein (lederen af de sejrende 3., 16. og 53. division af 4. osmanniske armé forstærket med 7. og 54. division. indtil juni 1917 var Sheria hovedkvarter for den tysk ledede osmanniske styrke, som forsvarede Gaza-Beersheba linjen, men som følge af det egyptiske ekspeditionskorps' luftbombardementer blev det flyttet til Huj i juli. Denne styrke var opdelt i to korps, der skulle holde Gaza-til-Beersheba linjen: 20. korps (16. og 54. division med 178. regiment og 3. kavaleridivision) og 22. korps (3., 7. og 53. division). I juli var den osmanniske styrke, som forsvarede Gaza-til-Beersheba linjen vokset til 151.742 rifler, 354 maskingeværer og 330 kanoner. Mens 22. korps forsvarede Gaza med 3. og 53. division havde 20. korps hovedkvarter i Huj.
Beersheba blev forsvaret af 3. Korps. Den blev kommanderet af den nyligt ankomne Ismet (or Esmet) Bey, som havde sit hovedkvarter i byen. 3. korps havde forsvaret Gallipoli i 1915. "Den osmanniske armé kunne stadig stå modstå British Army ... og udviste et høj grad af operationel og taktisk mobilitet" under slagene om Gaza til Beersheba linjen. Dette korps bestod af 67. og 81. regiment (27. division), i alt 2.408 rifler (hvoraf 76% var arabere), 6. og 8. regiment fra 3. kavaleridivision, det 48. regiment (16. division) og 2. regiment (24. division). 143. regiment fra det osmanniske 20. korps var omkring 10 km nord-nordvest for Beersheba i de judæiske bjerge, men tog ikke del i kampen. I alt 4.400 rifler, 60 maskingeværer og 28 feltkanoner i disse lansener og infanteriregimenter var til rådighed ved forsvaret af Beersheba.
Den taktiske placering af det osmanniske 3., 20. og 22 korps, som svarede Gaza-til-Beersheba linjen ændrede sig ikke da Enver Pasa aktiverede Yildirim armégruppen i juni 1917. Denne nye armégruppe under den tyske general og osmanniske marskal Erich von Falkenhayn, tidligere preussisk krigsminister, stabschef for de tyske arméer og chef for 9. armé) blev forstærket med overskydende osmanniske enheder, som var overført fra Galicien, Rumænien og Thrakien efter det russiske sammenbrud. Yildirim armégruppen bestod af 4. armé hovedkvarter og syriske enheder under Cemal Pasa, som forblev i Syrien, og 4. arme hovedkvarter i Palæstina under Kress von Kressenstein. 4. armes hovedkvarter i Palæstina blev deaktiveret den 26. september for derefter at blive reorganiseret til to arméer og omdøbt. Seks dage senere blev det reaktiveret som det nye osmanniske 8. armes hovedkvarter, stadig under kommando af Kress von Kressenstein og ansvarlig for Palæstinafronten. Den nye 7. osmanniske armé blev også aktiveret under kommando af Fevzi Pasa efter at Mustafa Kemal havde taget sin afsked.

#### Forsvarsstillinger ved Beersheba
Landskabet omkring byen var til fordel for forsvaret. Beersheba havde en bølgende slette uden træer eller vand mod vest, der var bjerge og bakker mod nord, syd og øst. Disse geografiske forhold blev styrket af en række skyttegrave, befæstninger og skanser. Velbyggede skyttegrave beskyttet med pigtråd, befæstede stillinger lå mod nord-vest, vest og sydvest for Beersheba. Denne halvcirkel af skyttegrave indeholdt velplacerede skanser på en række højdepunkter, som strakte sig op til 6 km fra byen.
Tel el Saba skansen forsvarede området øst for Beersheba og var bemandet med en bataljon af 48. regiment og et maskingevær kompagni, mens 6. og 8. regiment fra 3. kavaleridivision var placeret på det høje område mod nordøst (i forbjergene til de judæiske bjerge) for at bevogte vejen mod Jerusalem og undgå at Beersheba blev omringet. Vest og sydvest for byen lå 27. divisions 67. og 81. infanteriregiment i en befæstet halvrund linje af dybe skyttegrave og skanser, som var beskyttet af pigtråd. Disse regimenter bestod fortrinsvis af "arabiske bønder fra den omkringliggende region, og selv om var uerfarne krigere, forsvarede de deres egne marker".
Forsvarerne var indsat som følger:
- 67. og 81. infanteriregiment fra 27. division forsvarede Beersheba fra vest og fra syd for Wadi el Saba,
- 3. kavaleridivision var indsat i det høje terræn nordøst for byen,
- en bataljon af 48. infanteri regiment (16. division) og et maskingeværkompagni forsvarede Tel es Saba, mens resten af regimentet var indsat mod syd fra Khalasa vejen til Ras Ghannam,[43]
- to bataljoner af 2. regiment af anatolske riffelskytter fra Chanak (under tyske officerer) var indsat i skyttegrave som forsvarede i sødøst mod den åbne slette syd for Tel el Saba.[21][43]

### Egyptiske ekspeditionsstyrke
I juni og juli blev den egyptiske ekspeditionsstyrke forstærket ved ankomsten af 7. og 8. beredne brigade og 60. division, som var blevet overført fra Thessaloniki. 75. division blev opstillet i Egypten ud fra bataljoner fra Indien og britiske territorier. Ankomsten af de to beredne brigader gjorde det muligt at udvide og reorganisere Ørkenkolonnen til tre divisioner (med etableringen af en Youmanry division). Men i juli manglede der stadig forstærkninger på 5.150 infanterister og 400 ryttere for at bringe styrkerne, der havde taget del i de to første slag om Gaza tilbage til fuld styrke. De sidste forstærkninger, der ankom inden slaget var 10. division, som var på march nordpå fra Rafah den 29. oktober.
Efter at general Edmund Allenby havde overtaget ledelsen af den egyptiske ekspeditionsstyrke ved midnat den 28. juni, reorganiserede han styrken, så den afspejlede samtidens tankegang og så den lignede organisering af Allenbys armé i Frankrig. Han nedlagde Østlige styrke og oprettede i stedet to infanteri og et beredent korps under sin kommando: 20. korps, 21. korps og det beredne ørkenkorps (tidligere Ørkenkolonnen).
Den 30. oktober var der 47.500 rifler i 20. korps - 53., 60. og 74. division med 10. division og 1/2. County of London Yeomanry tilknyttet og omkring 15.000 beredne tropper i to divisioner i det beredne Ørkenkorps, som forberedte sig på angrebet på Beersheba. Det meste af Allenbys infanteri var britiske reserveenheder, som var blevet mobiliseret efter krigsudbruddet. Flere af divisionerne havde kæmpet ved Gallipoli - 52. division ved Cape Helles, 53. og 54. division ved Suvla Bay. 60. division havde været på Vestfronten og ved Thessaloniki. 74. division var nyligt blevet opstillet ud fra 18 undertallige yeomanry-regimenter, som havde kæmpet afsiddet ved Gallipoli. 10. division havde også kæmpet ved Gallipoli ved Suvla Bay og Thessaloniki. De lette beredne og beredne riffelbrigader i Anzac divisionen og de beredne australske divisioner havde også kæmpet afsiddet ved Gallipoli.

#### Angrebsplan
Chetwodes 20. korps (med kamelkorpset tilknyttet) og Chauvels beredne Ørkenkorps (uden den beredne Yeomanry division ved Shellal), skulle udføre hovedangrebet på Beersheba, mens Bulfins 21. holdt befæstningerne i Gaza sektoren og frontlinjen til Middelhavet. Succes ved Beersheba afhang af et angreb med "beslutsomhed og ildhu", for hvis det mislykkedes, ville det tørre ugæstfrie område i den nordlige udkant af Negev tvinge de angribende divisioner til at trække sig tilbage.
Allenbys arméplan og korpsplaner fastlagde deres mål. 20. korps skulle rykke frem fra syd og sydvest mod Beersheba mens 60. division og 74. division angreb forsvarsstillingerne mellem Khalassa-til-Beersheba vejen og Wadi Saba. Med start lige efter daggry skulle de to infanteridivisioner angribe de ydre stillinger på det højtliggende område vest og sydvest for Beersheba i to trin efter et forudgående bombardement. Venstrefløjen af 60. division skulle erobre Hill 1070 (del af de ydre stillinger), mens hovedangrebet ville blive sat ind når lederne af 60. og 74. division var "tilfredse med at pigtråden var tilstrækkelig brudt". Deres mål var skyttegravene, som forsvarede Beersheba og de osmanniske artilleribatterier som støttede dem. Efterfølgende ville de holde det højtliggende område på vestsiden af byen.
Deres venstre flanke ville blive beskyttet af "Smith's Group", som bestod af 158. brigade (55. division) undtagen to bataljoner og kamelbrigaden. Denne gruppe, som var underlagt 74. division, holdt den sektion af Beersheba forsvarslinjen, som strakte sig nordpå fra Wadi es Saba mod Beersheba-til-Tel el Fara vejen. 53. division (med en brigade fra 10. division tilknyttet) blev indsat på en 11 km lang linje, som strakte sig vestpå til omkring 1½ km fra Karm jernbanestationen. De ville holde øje med modangreb fra Hareira mod nord og erobre Beersheba garnisonen, hvis den forsøgte at trække sig tilbage ad vejen til Gaza. Resten af 10. division i 20. korps reserve var placeret øst for Wadi Ghuzzee ved Shellal, hvor den berede Yeomanry division (under Allenby) skulle udsætte en række forposter, som forbandt 20. og 21. korps (som holdt Gaza enden af linjen nær el Mendur).
Det første trin af den beredne Anzac divisions angreb med den beredne australske division i reserve, bestod i at tage den osmanniske garnisons nordlige retrætevej ved at afskære vejen mod Jerusalem. Dernæst skulle de beredne divisioner angribe og erobre Beersheba (og dens vandbrønde) så hurtigt som muligt, for at forhindre den osmanniske garnison. På deres venstre fløj skulle 7. beredne brigades to regimenter skabe forbindelse mellem 20. korps og det beredne Ørkenkorps og angribe stillingerne syd for byen.

#### Indledende skridt
Fra den 24. oktober rykkede den beredne australske division til Rashid Bek. Den beredne newzealandske riffelbrigade rykkede til Esani, efter den 2. lette beredne brigades flytning til Bir 'Asluj 25 km borte for at udvikle vandforsyningen, som stadig var utilstrækkelig den 27. oktober (hvor to regimenter af brigaden ved Asluj blev sendt tilbage for at vande ved Khalasa — og kom tilbage ved daggry den 29. oktober — så der kunne være tilstrækkeligt meget vand til den beredne Anzac division ved Asluj). Allenby inspicerede de tre projekter der skulle forøge vandforsyningen ved Khalasa, 16 km fra Esani, ved Asluj og projektet ved Shellal. Han inspicerede forberedelserne til bygning af en fremskudt jernbane (der skulle begynde samtidig med angrebet), og de enheder i bagområderne som arbejdede i de forladte lejre med få dem til at se ud som om de stadig var i brug. Han inspicerede også enheder fra ekspeditionsstyrken mens de var på vej til deres samlingsområder, og mens de ventede i de fremskudte områder. Allenby bibragte alle en følelse af den betydning han tillagde deres arbejde. De osmanniske styrker var imidlertid informeret om opbygningen: "Der er beviser på, at de [Yildirim armégruppen] var ret præcist informeret om de britiske dispositioner". Dette blev bekræftet den 28. oktober, da Yildirim armegruppen vidste, at lejrene ved Khan Yunis og Rafah var tomme. Osmannernes vurderinger placerede tre divisioner øst for Wadi Ghuzzee med en fjerde - den 10. division - på vej mod wadien, og estimerede at der var yderligere kavaleri ved Asluj og Khalasa.
Rekognosceringen fortsatte om søndagen den 28. oktober da 5. beredne brigade red til Ras Hablein, syd for Ras Ghannam området og rapporterede, at osmanniske tropper bemandede en skanse og en skyttegravslinje øst for Abu Shar og telte ved Ras Hablein. 6. lette beredne regiment fra 2. lette beredne brigade rekognoscerede området ved Wadi Shegeib el Soghair og rapporterede, at Ras Ghannam skyttegravene var bemandet med osmanniske soldater. Kl. 13.15 den 29. oktober blev vandforsyningen ved Asluj rapporteret i stand til at levere en "drik pr. dag pr. hest i hele divisionen". En time senere beordrede det beredne Ørkenkorps den beredne Anzac division (udne to brigader) til at rykke fra Esani til Asluj "i aften", og i skumringen begyndte den australske beredne division deres natlige march (bag den beredne Anzac division) til Esani.
Mens den beredne australske division og den beredne Anzac division forberedte sig på at rykke østpå den 29. oktober sluttede britiske og franske flådeskibe i Middelhavet sig til bombardementet af Gaza, som var begyndt to dage tidligere. Underlagt 20. korps rykkede den beredne Yeomanry division, som var udlånt fra det beredne ørkenkorps, fra middelhavskysten til Wadi Ghuzzee mellem Shellal og Tel el Fara. Infanteribrigaderne i 74. division rykkede til højre for 53. division og holdt linjen foran el Buqqar mens de forreste enheder af 60. division nærmede sig Maalaga og 10. division nærmede sig Rafah. Kl. 21.15 den 29. oktober var den beredne Anzac division samlet ved Asluj, mens den beredne australske division begyndte at ankomme ved Khalasa fra Esani.

#### Opmarch den 30. og 31. oktober
De omfattende og indviklede forberedelser, som var nødvendige for at støtte infanteriangrebet vestfra og det beredne angreb østfra blev færdige den 30. oktober da disse angrebsstyrke gik i stilling under en dagsmarch fra deres indsats. Tre divisioner af 20.korps var samlet i deres udgangsstillinger: 53. division ved Goz el Geleib, 60. division ved Esani og 74. division ved Khasif. Som forberedelse til deres endelige opmarch blev Civil Service Rifles og Queen's Westminster Rifles fra 179. brigade i 60. division forsynet med te og rom til den følgende dag. I deres rygsækrationer var der 5 løg, en dåse hakket oksekød, en skive kogt flæsk, kiks og dadler.
Chetwode åbnede sit fremskudte hovedkvarter for 20. korps kl. 17 ved el Buqqar, og en halv time senere begyndte infanteriets opmarch. 74. division rykkede ad Tel el Fara til Beersheba med 229. division i spidsen mens ens brigade fulgte nord for og en anden syd for vejen. 60. division rykkede frem fra Abu Ghalyun, Bir el Esani og Rashid Bek i tre brigadegrupper, 181. brigade (til venstre) rykkede frem nord og syd for Wadi es Saba, mens 179. brigade (til højre) rykkede mod vejen fra Khalasa til Beersheba. Deres fortrop, 2/13. bataljon af London Regiment, blev angreb da de krydsede Wadi Halgon. Bag 179. brigade rykkede reserven i form af 180. brigade direkte frem fra Esani. 20. korps' kavaleriregiment, Westminster Dragoons, samledes mod sydøst, hvor de dækkede korpsets højre flanke med ordre om at skabe forbindelse med det beredne ørkenkorps syd for Beersheba. Bagude gravede 53. division sig ned langs Wadi Hanafish. 20. korps' artilleri, de sidste som satte sig i bevægelse, nærmede sig fra el Buqqar til Wadi Abushar og ankom kl. 3.15 den 31. oktober. Rekognoscering havde vist, at Tel el Fara-til-Beersheba sporet (via Khasif og el Buqqar) kunne anvendes af den mekaniske transport, som var nødvendig for at bringe det tunge kanonbatteri og ammunition i stilling inden angrebet. Dette arbejde blev udført af 135 lastbiler i tre kompagnier, som kørte over Sinai fra Kairo. Desuden blev ammunition trukket frem med 134 Holt traktorer.
Fremrykningen af infanteridivisionerne blev afsluttet i lyset fra en fuld måne. 60. division fik forbindelse til 74. division efter at de nåede deres startlinje kl. 3.25 mens de blev udsat for riffel- og granatild. Da Civil Service Rifles bataljonen nærmede sig til mellem 1.800 - 2.250 meter fra de osmanniske skyttegrave blev de beskudt af snigskytter.
Inden de kunne indsættes måtte de to beredne divisioner fra Ørkenkorpset ride mellem 40 og 55 km for at bringe sig indenfor rækkevidde til at kunne angribe Beersheba ved daggry den 31. oktober. Chauvel ankom til det beredne korps hovedkvarter ved Asluj om eftermiddagen den 30. oktober, da forberedelserne var afsluttet for fortsættelsen af fremrykningen af de beredne australske og Anzac divisioner. Den beredne Anzac division lå ved Asluj, mens den beredne australske division lå ved Khalasa (tre timers march bagved) og 7. beredne brigade var ved Bir el Esani. No. 11 lette pansrede motorbatteri (LAMB) blev sendt afsted inden den beredne Anzac division til en stilling på de nordlige skråninger af Gebel el Shereif for at bevogte deres venstre flanke mens de rykkede frem. Divisionshovedkvarteret ved Asluj lukkede kl. 17.30, og de sidste af Anzac divisionens tropper forlod jernbanestationen en halv time senere.
Fra Asluj red den beredne Anzac division omkring 25 km langs bredderne af Wadi Imshash og ankom omkring midnat ved krydset øst for Thaffha. Her holdt divisionen pause i to timer inden den fortsatte sig i to kolonner. 2. lette beredne brigade red mod nordøst, ad sporet til Bir Arara hvor det forreste regiment, 7. lette beredne regiment ankom kl. 2. De ventede til kl. 4 på resten af brigaden inden de fortsatte fremrykningen mod Bir el Hamman. 2. lette beredne brigade stødte på en osmannisk forpost, som holdt Hill 1390 besat, 1½ km sydvest for Hamam, herfra beskød den en skærm fra den beredne newzealandske riffelbrigade. Det 7. lette regiment rykkede frem for at besætte linjen mellem Hill 1200 og Hill 1150 2½ km nord for Hamam kl. 7 mens brigaden blev ved Bir el Hamam indtil kl. 9.30. Den beredne Anzac division (undtagen 2. lette beredne brigade) — anført af Wellington Mounted Rifles Regiment (beredne newzealandske riffelbrigade) i den anden kolonne - red nordpå fra krydset øst for Thaffha forbi Goz Esh Shegeib. Her blev en lille styrke af osmanniske soldater "fejet til side" inden fremrykningen fortsatte til Iswaiwin. Da den newzealandske beredne riffelbrigade nærmede sig Iswaiwin kl. 6.45 kunne man se 2. lette beredne brigade ankomme til Bir el Hamman. Fjendtlige styrker blev set i skyttegrave nær Hill 1070 (også kaldet Hill 1069, infanteriets forstå mål på vestsiden af Beersheba), og omkring to fjendtlige eskadroner blev set undervejs nordpå fra Beersheba mod Kh el Omry. Støv og røg sås også fra Chetwodes 20. korps artilleribombardement vest og sydvest for Beersheba. Efter at have passere Iswaiwin samledes den beredne Anzac division nær Khashim Zanna, på en linje fra Bir el Hamman til Bir Salim Abu Irgeig.
Bagefter i reserve marcherde den beredne australske division ud af Khalasa kl. 17 og ankom ved Asluj kl. 20.30 den 30. oktober. Efter kun at have vandet deres transport dyr, begyndte deres opmarch fra Asluj kl. 24 (og fulgte efter den beredne Anzac division på deres 50–55 km ridt, og ankom kl. 4.50 den 31. oktober ved Thaffha krydset. Divisionen fortsatte indtil den fik forbindelse med det beredne korps' hovedkvarter kl. 10.15 og etablerede sit divisionshovedkvarter ved Khashim Zanna (på Hill 1180) kl. 12.30. Khashm Zanna, 8 km fra Beersheba og 5 km syd for den osmanniske hovedstilling på den østlige side af Beersheba ved Tel el Saba, gav et klart udsyn til Beersheba sletten og slagmarken. Deres hovedkvarter sluttede sig til hovedkvarteret for den beredne Anzac division og det beredne Ørkenkorps, som var ankommet ved daggry den 31. oktober.
Den 7. beredne brigade rykkede direkte fra Bir el Esani til omegnen af Goz en Naam, hvor de afskar vejen mellem Khalasa og Beersheba og holdt en linje mellem 20. korps på deres venstre og den australske beredne division på deres højre side. Kl. 7.45 rapporterede brigaden til ekspeditionsstyrken pr. brevdue, at de holdt en stilling fra Goz el Namm til punkt 1210, og at Ras Harlein og Ras Ghannan blev holdt af et ukendt antal forsvarere.

## Slaget

### Bombardement
Ekspeditionsstyrkens koordinerede bombardement begyndte et "flerdimensionelt trinvist angreb" kl. 5.55 herunder en vellykket klipning af pigtråden på to divisioners fronter. Artilleriet skulle efterfølgende skifte til at beskyde de osmanniske stillinger, skyttegrave og bagområder. Under disse bombardementer skulle de nyligt opstillede tunge artillerigrupper beskyde de osmanniske batterier. Under dette bombardement landede osmanniske granater på noget af det forsamlede infanteri. 231. brigade fra 74. division og 179. brigade fra 60. division led kraftigt:
 Højeksplosive granater eksploderer mellem os og kanonerne. Shrapnel kommer ind. Sprænges over os og regner ned over os. Stadig strøm af sårede. Unge Morrison, albue. Brown, armen. Low, hovedet, osv. osv. Vi bør trække os tilbage til vor gamle stilling. Dumt at være foran disse kanoner, som skyder løs hele tiden, lader helvede bryde løs og tiltrækker inden som vi bliver ramt af.

 — Calcutt, Queen's Westminster Rifles, 179. brigade 60. division
Ekspeditionens bombardement blev suspenderet for at lade støvet lægge sig så artilleriobservatørerne kunne tjekke deres mål. Pigtråden lod til stadig at være intakt, Bombardementet blev genoptaget kl. 7.45.

### Indledende angreb
Kl. 8.20 blev de osmanniske skyttegrave udsat for et intenst 10 minutters angreb, 30 meter foran infanteriets front, for at dække de enheder, som skulle klippe pigtråden over. De klippede huller i pigtråden så bataljonerne i 181. brigade af 60. division kunne indlede deres angreb på Hill 1070. Derpå rykkede 2/22. bataljon af London Regiment frem for at angribe skansen på Hill 1070, mens 2/24. bataljon af London Regiment angreb nogle stillinger lige nordfor. 181. brigade erobrede hurtigt begge mål og tog 90 fanger mens den havde tab på omkring 100.
 Vore kanoner giver et knald fuldt af et andet, og vi bliver overdænget med flyvende dele. En for tidlig eksplosion fra vore kanoner 200 meter borte. Skrig herfra nåede os. Adskillige tab. En fyr (Rogers) fik kæben sprængt i stykker. Blod strømmer fra næsen. Trækker vejret et par gange. Bliver forbundet, men dør og bliver båret væk. Højeksplosiver springer længere ned nær kanonerne, men rammer dem ikke og de bliver ved med at larme i vores ører. Vi får ikke kun chokbølgen men også de sultne ildtunger. Jord og sten og uniformsdele oversprøjtet med blod, men vi bliver stadig foran kanonerne! Jeg søger dækning bag min ekstra vandflaske og gasmaske for så vidt gælder hovedet ... Vi spekulerer på hvordan tingene går. Vi har hørt bombardementet og maskingeværerne og morterbombardementet på ti minutter, som skulle gå forud for angrebet fra 15. og 14. regiment i 179. brigade, så formentlig er den dominerende bakke til venstre for os, Hill 1070, gået godt nok.

 — Calcutt Queen's Westminster Rifles, 179. brigade, 60. division
Under dette angreb rykkede de forreste brigader af 74. division frem for at tilpasse sig 181. brigades fremrykning. Som følge af at 231. led under præcis shrapnel beskydning drejede den en smule mod højre og tvang derved 230. brigade på venstre side til at udfylde hullet med to støttende kompagnier fra 10. Buffs. Da 74. divisions fremrykning nærmede sig de osmanniske skyttegrave blev de forsinket af kraftig maskingeværild. Kl. 10.40 var 231. brigade mindre end 450 meter fra frontlinjen. 230. brigade var omkring 350 meter bagefter. Disse fremrykninger og erobringen af Hill 1070 gjorde det muligt for ekspeditionsstyrkens tunge artilleri at rykke frem for at beskyde pigtråden, som beskyttede den osmanniske hovedlinje og osmanniske observationsposter.

### 20. korps angreb
Da ekspeditionsstyrkens kanoner var flyttet frem til erobrede osmanniske stillinger begyndte beskydningen kl. 10.30, og fortsatte med pauser til at lade støvet lægge sig indtil middag, hvor der stadig var nogen bekymring om hvorvidt pigtråden foran 74. divisionen var blevet skåret op. "I praksis måtte meget af pigtråden klippes over af de fremrykkende tropper, da de kom til forhindringen."
Lederne af 60. og 74. division besluttede at indlede hovedangrebet kl. 12.15 dækket af støv og røg fra et andet bombardement. Fire brigader - 179. og 181. brigade fra 60. division, 231. og 230. brigade fra 74. division - indledte brigaden med to bataljoner i forreste linje (bortset fra 181. brigade, som indsatte tre). Bataljonerne i forreste linje var fortrinsvis organiseret med to af deres fire kompagnier i forreste linje, hver på en front med to delinger, kompagnierne i to bølger med hver to linjer, som rykkede frem med 50 til 100 meters mellemrum med en tredje bølge bagefter (om nødvendigt) 275 meter bagude. 2/22. bataljon, London Regiment blev tilbage for at bevogte Hill 1070.
 Klokken 12 hørte vi at Hill 1070 var blevet taget, og kl. 12.15 gik vi i gang. Jeg var forrest i den forreste angrebsbølge som delingsløber for sergent Boasted. Vi var i en lille wadi bag en højderyg. Det var nødvendigt komme over højderyggen og væk fra toppen så hurtigt som muligt. Da vi først var kommet over toppen var det hurtigt ned i dalen og et angreb op af den modsatte højderyg hvor de tyrkiske skyttegrave lå på toppen. Da jeg var kommet over højderyggen bemærkede jeg straks, at der var spredte grupper af maskingeværskytter ... i stillinger bestående af klipper og en lav skyttegrav. De var derude for at fastholde en beskyttende beskydning mod de tyrkiske skyttegrave. På mig virkede det som de var ude i åbent terræn i selvmordstillinger ... Da vi var over højderyggen skyndte vi os ned af skråningen forbi maskingeværskytterne. Der faldt kugler overalt ... jeg blev bare ved med at løbe, råbe, huje og skråle sergentens ordrer så højt jeg kunne. Hvert øjeblik forventede jeg at en kugle ville ramme mig, men mit held varede ved ... Da vi nåede til de tyrkiske skyttegrave, sprang vi lige ned i dem og skød eller bajonetterede eller tog til dem alle til fange. Jeg var heldig, den sektion af skyttegraven jeg hoppede ned i var tom. På begge sider kunne jeg høre skyderi og kamp, men det var snart ovre ... rykkede omkring 275 meter forbi skyttegravene hvor vi gravede som besatte med vore spader for at lave skyttehuller.

 — Menig F. V. Blunt, Civil Service Rifles Battalion, London Regiment (60th Division)
2/15. bataljon af London Regiment i højre side af 179. brigade led alvorlige tab til maskingeværild, men da maskingeværstillingerne var blevet taget sluttede al modstand. 24. og 25. bataljon af Royal Welch Fusiliers i 231. brigade (74. division) "blev mødt af stødt modstand" et sted, hvor de osmanniske soldater kæmpede til sidste mand. Intense nærkampe fortsatte i skyttegravene indtil kl. 13.30 hvor den osmanniske skyttegravslinje på den vestlige side af Beersheba (som strakte sig fra Khalasa-til-Beersheba vejen i syd til Wadi es Saba i nord) var blevet erobret. Under disse kampe tog de to Royal Welch Fusiliers bataljoner tre fjerdedele af fangerne og led to tredjedele af tabene i 20. korps. 20. korps tog 419 fanger, 6 kanoner, "talrige maskingeværer" og materiel. Tabene bestod af 136 døde, 1.010 sårede og fem savnede. De fleste tab skyldtes shrapnel fra osmannisk artilleri og maskingeværer under det indledende bombardement.
Det endelige mål for 20. korps, som beskrevet i 20. korps instruktioner, var at nedkæmpe de fjendtlige enheder ved Beersheba i samarbejde med det beredne Ørkenkorps. Instruktionerne fortsatte: "Målet for angrebet fra 20. korps på dag Z er erobringen af linjen af stillinger mellem Khelasa–Beersheba vejen og Wadi esh Sabe, erobringen af fjendtlige kanoner mellem Beersheba og skyttegravene vest for byen og i samarbejde med kavaleriet at drive fjenden væk fra resten af hans stillinger ved Beersheba". Det hævdes imidlertid, at "Vest for Beersheba havde 20. korps nået alle sine mål, og kunne uden tvivl have erobret selve Beersheba inden de beredne tropper." Målet for infanteridivisionerne var ikke at erobre Beersheba, men at holde hovedgarnisonen beskæftiget mens det beredne ørkenkorps erobrede byen. Den officielle britiske historiker skrev skrev: "Erobringen af selve Beersheba var en opgave for den beredne ørkenkolonne, som havde brug for vandet i byen til deres heste". 20. korps instruktioner lød: "Forposter skal placeres omkring ved den 'blå linje' (Tracing "A") for at dække konsolideringen af stillingen og reorganiseringen af de angribende styrker". Ingen enheder skulle rykke forbi den 'blå linje' uden ordrer eller for at tage kanoner.
Efter erobringen af hovedskyttegravene skulle nogle kanoner fra 60. og 74. division beskyde stillinger nord og syd for hovedangrebet, Andre blev flyttet frem til de erobrede stillinger for derfra at forfølge de osmanniske styrker med beskydning, angribe ihærdige forsvarer og tage sig af modangreb. En yderligere fremrykning af 2/13. bataljon, London Regiment, 60. division gennem de fremskudte infanteribataljoner angreb og erobrede to feltkanoner hinsides den endelige mållinje med Lewis maskingeværer efter at have tvunget den osmanniske afdeling til at trække sig tilbage. Det beredne ørkenkorps hovedkvarter rapporterede at have set osmanniske tropper på vej tilbage til Beersheba ved middagstid, men det var først sidst på eftermiddagen at to infanteribrigader fra 54. division og den kamelbrigaden, som holdt øje med disse stillinger nord for Wadi es Saba, kom i tvivl om hvorvidt skyttegravene stadig blev forsvaret. 230. brigade fra 74. division fik ordre til at gennemføre et angreb kl. 18 og en time senere besatte 230. brigade fra reserven de nordlige skyttegrave "uden stort besvær". De var blevet opgivet af alle bortset fra nogle få snigskytter, da Beersheba allerede var blevet erobret ved de lette berednes angreb, som begyndte kl. 16.30. 60. og 74. division gik i bivuak på slagmarken bag en række forposter. 53. division blev tilbage og dækkede den vestlige flanke, mens den 10. division gik i bivuak ved Goz el Basal.

### Osmanniske forstærkninger og tilbagetrækninger
Med tabet af to bataljoner af 67. regiment, som forsvarede den vestlige side af Beersheba, sendte Ismet Bey (kommandanten for garnisonen i Beersheba) sin sidste reserve (tredje bataljon af 2. regiment) afsted for at forstærke den sydvestlige sektor. På samme tidspunkt trak han to kompagnier af 81. regiment (som forsvarede området nord for Wadi es Saba) tilbage til Beersheba.

### Det beredne ørkenkorps angreb
De beredne Anzac og australske divisioner red mellem 40–55 km fra henholdsvis Asluj og Khalasa og cirklede syd om Beersheba i løbet af natten mellem den 30. og 31. oktober for at komme i stilling til at angribe fra øst. Den beredne australske division (i det beredne ørkenkorps reserve) blev indsat sydøst for Beersheba (nær Khashim Zanna) som støtte til den beredne Anzac divisions angreb. 8. lette beredne regiment fra 3. lette beredne brigade i beredne australske division blev indsat som afskærmning, der forbandt den 7. beredne brigade til venstre med den beredne newzealandske riffelbrigade til højre, foran den beredne australske division.
Den beredne Anzac divisions første mål var at afskære vejen mellem Beersheba og Hebron og videre til Jerusalem, omkring 10 km nordøst for byen ved
Tel el Sakaty (også kaldet Sqati), for at forhindre forstærkninger og tilbagetog i den retning. Det andet mål, skansen på højden Tel es Saba (som dominerede den østlige side af Beersheba nord og syd) skulle erobres inden et angreb over åbent terræn kunne indledes. Ved daggry var den beredne Anzac division placeret med den newzealandske beredne riffelbrigade ved Bir Salim abu Irqaiyiq og 1. lette beredne brigade til støtte bag newzealænderne, med 2. lette beredne brigade koncentreret nær Bir Hammam.
Mens infanterislaget blev udkæmpet på den vestlige side af Beersheba, beordrede Edward Chaytor (lederen af den beredne Anzac division) 3. lette beredne brigade til at angribe Tel el Sakaty kl. 8.00 for at overtage kontrollen med Jerusalem vejen. På samme tidspunkt beordrede han den newzealandske beredne riffelbrigade (med 1. lette beredne brigade som støtte) til at angribe den osmanniske garnison, som holdt stillinger på Tel el Saba. Disse hårdt udkæmpede angreb fortsatte til ud på eftermiddagen, hvor to regimenter af 3. lette beredne brigade (Beredne australske division) fik ordre til at forstærke den beredne Anzac divisions angreb på Tel el Saba.
 Hvis der var en lektie mere, som jeg lærte ved Magdhaba og Rafah, var det tålmodighed og ikke at forventede at tingene sker for hurtigt. Ved Beersheba, selv om fremgangen var langsom, var der altid den døde pause, som er så foruroligende for en hærchef.

 — Generalløjtnant Chauvel, chef for det beredne Ørkenkorps

#### Tel el Sakaty
Kort efter begyndte den beredne Anzac divisions 2. lette beredne og den beredne newzealandske riffelbrigades fremrykning kl. 9. De blev mål for kraftig artilleribeskydning fra bakkerne nord for Beersheba-til-Jerusalem vejen. De to brigader blev tvunget til at sagtne farten på deres fremrykning over sletten, som var gennemskåret af en række smalle dybe wadier, som gjorde det umuligt at ride hurtigt. På dette tidspunkt kunne man se granater fra 20. korps' bombardement eksplodere i bakkerne vest for Beersheba.
Kl. 10.05 blev de forreste tropper fra 7. lette beredne regiment i 2. lette beredne brigade, som ikke må forveksles med 7. beredne brigade nær
Ras Ghannam syd for Beersheba), set nærme sig Tel el Sakaty. Kl. 11.17 rapporterede de, at deres fremrykning var utrolig vanskelig på grund af fjendtlige enheder, som forsvarede det højereliggende terræn syd for Sakaty. En osmannisk konvoj med 10 vogne blev set forlade Beersheba på vejen mod Jerusalem, og regimentet fik ordre til at afskære vejen inden konvojen undslap. Gennem kraftig granat og shrapnel bombardement og direkte maskingeværild galopperede de til en stilling lige syd for vejen. Mens et artilleribatteri fik i stilling for at støtte det lette beredne regiments angreb på Tel el Sakaty, fik 5. lette beredne regiment (2. lette beredne brigade) kl. 11.40 ordre til at angribe osmannernes venstre flanke. Da de krydsede Wadi Khalil og vejen til Jerusalem blev 5. lette beredne regiment også kraftigt bombarderet fra artilleri og beskudt af maskingeværer fra det højereliggende område mod nord og nordvest, som havde udsigt over området. Fem minutter senere afskar 7. lette beredne regiment vejen og erobrede konvojen (47 fanger, 8 heste og 8 vogne læsset med foder). Men regimentet måtte søge dækning lige efter vejen i en lille wadi i det utæmmede område nord for Wadi Khalil, da det blev beskudt af et kanonbatteri og maskingeværer på Tel el Sakaty (over vejen). Da 5. lette beredne regiment var ankommet rykkede de to regimenter kl. 13.30 (med artilleristøtte) frem for at angribe det højtliggende område nordøst for Sakaty. Klokken 14.45 rapporterede 2. lette beredne brigade, at tre osmanniske kanoner lod til at være blevet sat ud af spillet af ekspeditionsstyrkens artilleri beskydning. Mens de fortsatte med at holde vejen til Jerusalem fandt 5. og 7. lette beredne regiment dækning i Wadi Aiyan (selv om de blev beskudt fra det højereliggende område nord for Sakaty af fem osmanniske maskingeværer) hvor de blev indtil om aftenen. Den 1.100 mand stærke osmanniske 3. kavaleridivision forsvarede dette bakkede område nord for Beersheba.
5. og 7. lette beredne regiment (2. lette beredne brigade) fortsatte med at holde en forpostlinje i løbet af natten, som dækkede Beersheba-til-Jerusalem vejen og de nordøstlige adgangsveje hinsides Tel el Sakaty. Resten af 7. lette beredne regiment trak sig 1½ km tilbage mod syd kl. 18, for at gå i bivuak for natten med 5. lette beredne regiment til højre. En eskadronen ad gangen blev sendt til Bir el Hamam for at blive vandet, og en god vandforsyning blev også fundet i Wadi Hora by af 2. lette beredne brigade. 7. lette beredne regiment med to sårede (heraf en i kamp) tog i alt 49 fanger (hvor af 39 blev taget i Wadi Aiyan).

#### Tel el Saba
Omkring kl. 8.55 blev ca. 200 osmanniske kavalerister set i færd med at transportere kanoner nordpå fra Beersheba ad vejen til Jerusalem. Kort efter rapporterede et fly at det havde set en stor lejr ved Tel el Saba. Dette var den osmanniske hovedstilling på den østlige side af Beersheba, og lå på det fremtrædende 8 ha store Tel el Saba og dominerede den østlige side af byen. Ved sine stejle sider, der var oversået med klippeblokke var denne flade bakke stærkt garnisoneret med en bataljon (beskrevet som 300 rigler og et maskingeværkompagni med 8 maskingeværer) placeret til almindeligt forsvar. Uden træer eller buske til dækning blev området "dækket med ilden fra talrige maskingeværer og feltkanoner, som var skjult i byen ... og på den stærkt befæstede bakke Tel el Saba." Beskydning i siden fra to retninger ville have udryddet angriberne.
Klokken 9.10 rykkede den beredne Anzac divisions beredne newzealandske riffelbrigade frem mod Tel el Saba med henblik på at omringe den fra nord, støttet af Royal Horse Artillery (RHA) (som gik i aktion på en afstand af 2.700 meter). På den afstand var artilleriet imidlertid ude af stand til at slå huller i det osmanniske forsvar. Brigaden rykkede frem med Canterbury Mounted Rifle Regiment til højre og Auckland Mounted Rifle Regiment til venstre, hver støttet af fire maskingeværer. Da de blev beskudt med maskingeværer og artilleri dannede Auckland Mounted Rifles Regiment en fortrop og red ind til en afstand af 1,6 km fra Tel el Saba over åbent terræn til Wadi Saba. Her fandt de fin dækning for heste og maskingeværer, og en god stilling hvorfra maskingeværskytter kunne give effektiv dækningsild. Frontalangrebet ville blive gennemført til fods, da et beredent angreb ville være umuligt at gennemføre uanset hvilken retning man valgte at angribe fra. Auckland regimentet indledte deres angreb nedenfor den nordlige bred af wadien og trængte frem over en smal front og under god dækning fra wadien. På grund af kraftig osmannisk maskingeværild, fra et sted 700 meter fra den osmanniske stilling tabte angrebet fart. En trop ad gangen rykkede frem under dækningsild fra de newzealandske maskingeværer.
Klokken 10 beordrede Chaytor 1. lette beredne brigade til at forstærke angrebet på Tel el Saba sydfra og samarbejde i angrebet. Brigaden sendte 3. lette beredne regiment (1. lette beredne brigade), med en subsektion af en maskingeværeskadron, afsted for at dække newzealændernes venstre flanke. Kl. 10.15 foretog de en hurtig fremrykning over sletten mens de blev udsat for artilleri og maskingeværbeskydning. Kort efter tog to eskadroner en udsat stilling på bredden af wadien, hvor de dækkede angribernes venstre flanke. Tunge maskingeværer, Hotchkiss maskingeværer og rifler beskød den osmanniske stilling og gav dækningsild for Auckland Mounted Rifles Regiments angreb.
Auckland og Canterbury Mounted Rifles Regimenterne kom i kamp med osmanniske soldater nær en bugtning i Wadi Saba sydøst for Tel el Saba klokken 11. Et afsiddet angreb blev sat ind af 3. lette beredne regiment (med en trop fra Auckland Mounted Rifle Regiment) langs den sydlige bred af Wadi Saba. Denne styrke dækkede hovedangrebet fra resten af Auckland Mounted Rifles Regiment, som rykkede frem ved den nordlige bred med dækningsild fra maskingeværer. På samme tid gik Inverness batteriet, som var tilknyttet 1. lette beredne brigade, i aktion mod Tel el Saba. Det dækkede adgangsvejen for 3. lette beredne regiment og Somerset batteriet, som var rykket frem til under 1,2 km fra Tel el Saba. På nuværende tidspunkt blev det angribende artilleri udsat for kraftig beskydning fra såvel osmanniske forsvarsstillinger som fra osmanniske maskingeværstillinger, som var vanskelige at lokalisere. Deres placering blev meddelt artilleriet ved hjælp af signalflag og de blev ramt af præcis beskydning. Fjendtlige fly begyndte at flyve rundt om slagmarken og kaste bomber mod grupper af førte heste med store tab til følge.
Klokken 13 fik 2. lette beredne regiment (1. lette beredne brigade) ordre til at forstærke venstre side af 3. lette beredne regiment. Omkring en halv time senere blev den beredne australske divisions 9. og 10. lette beredne regimenter (3. lette beredne brigade) og to artilleribatterier også beordret til at forstærke den beredne Anzac divisions angreb på Tel el Saba. Hestene fra den beredne newzealandske riffelbrigade blev alle vandet kl. 13.10 i Wadi Saba.
Ordrer om et generalangreb mod Tel el Saba blev givet kl. 13.55 mens 3. lette beredne brigade og B-batteriet af Honourable Artillery Company rykkede frem for at forstærke angrebet kl. 14. Klokken 14.05 blev en eskadron af 2. lette beredne regiment (1. lette beredne regiment) indsat for at give effektiv dækningsild på højre flanke med maskingeværer og rifler mens resten af 2. lette beredne regiment angreb og indtog to blokhuse. Fra disse nylige erobringer beskød de flanken af Tel el Saba forsvaret, hvilket fik forsvarernes ild til at mindskes. Canterbury Mounted Rifles Regiment var på nuværende tidspunkt over Wadi Khalil og skød mod området bag Tel el Saba stillingen, men de blev forsinket af de osmanniske forsvarere på skråningerne over Beersheba-til-Jerusalem vejen. De australske og newzealandske tropper på den anden side af Wadi Saba dækkede 3. lette beredne regiments angreb på Tel el Saba, mens Auckland Mounted Rifles Regiment nærmede sig fra nordøst.
Auckland Mounted Rifles Regiment begyndte deres frontalangreb kl. 14.05 og rykkede jævnt frem i korte hurtigløb under dække af alle til rådighed stående kanoner og maskingeværer for at nå skyttegravene på en bakke på den østlige flanke 350 meter øst for Tel el Saba kl. 14.40. Her tog de 60 fanger og tre maskingeværer. To af de erobrede maskingeværer blev vendt mod den osmanniske hovedskanse, hvilket svækkede deres stilling væsentligt.
De angribende tropper fra Auckland Mounted Rifles Regiment reorganiserede sig inden de indledte deres endelige angreb. De rykkede jævnt frem og stormede herefter Tel el Saba, som faldt kl. 15 "da et maskingevær og flere fanger blev taget". Dette erobrede maskingevær blev vendt mod flygtende osmanniske soldater, som løb mod Beersheba. De dræbte omkring 25 osmanner på Tel el Saba og adskillige andre i det omgivende område, mens 132 fanger, fire maskingeværer, rifler, ammunition og heste blev fanget. Auckland Mounted Rifles Regiment havde 7 døde og 200 sårede. En eskadron fra 2. lette beredne regiment og en eskadron fra 3. lette beredne regiment (1. lette beredne brigade) fulgte de flygtende osmanniske soldater for at gå i stilling nær sammenløbet af de to wadier vest for Tel el Saba. Herfra beskød de de osmanniske enheder, som trak sig tilbage mod nordvest over det højereliggende område. På samme tid rykkede en eskadron af 2. lette beredne regiment (1. lette beredne brigade) frem mod et modangreb fra Beersheba, "og drev det tilbage". Den beredne newzealandske riffelbrigade fik kl. 17.50 ordre til at gøre Tel el Saba "klar til forsvar" mod nye mulige modangreb.
Chaytor begyndte at flytte sit hovedkvarter til Tel el Saba, da han så, at det var blevet erobret kl. 15. Osmannisk artilleri begyndte at beskyde Tel el Saba et kvarter efter at det var blevet erobret, og adskillige fjendtlige fly bombarderede det. Angrebene fortsatte i løbet af eftermiddagen og da resten af den beredne Anzac divisions hovedkvarter flyttede til Tel el Saba kl. 18 blev det beskudt med maskingeværer fra fjendtlige fly. Fjendtlige fly kastede fem bomber kl. 17 mod 3. beredne brigade hvilket dræbte 4 og sårede 28 australiere. 46 heste blev dræbt og 16 sårede. En bombe blev kastet mod 4. lette berednes feltambulance på samme tidspunkt:
"omkring seks heste lå med indvoldene spredt og blodet løb overalt".
 Lige før solnedgang vendte bærerne tilbage efter at have vandet deres heste ... 16 mand med to heste hver. Da de siddede af fløj en tysk Taube over - for tredje gang indenfor 24 timer! Med den medgående sol bag sig og i meget lav højde, var det umuligt at se ham inden han var lige over. Så så jeg observatøren læne sig ud af cockpittet og bomben forlade flyet. Bomben sprang da den ramte den hårde jord ... en direkte træffer mod vores linje af bærere! Han drejede derpå rundt og skød på lejren med maskingeværer, hvilket øgede forvirringen. I det sorte støv og røg stejlede og nejede jeste mens nogle få galopperede skræmte bort. Mænd løb og skreg. Jeg greb min medicinransel og løb omkring 20 meter over til Brownjohn. Hans venstre ben var sprængt væk ... han blødede kraftigt. Hans hænder var også sårede. Stabssergent Stewart kom løbende og sammen fik vi sat en forbinding på hans lår på omkring 90 sekunder ... Andre så til Oates, højre overarm sprængt væk, og Hay med hans venstre balle skåret rent af. Jeg fandt Hamlyn, som var ved at blive forbundet med et slemt sår over hans hjerte, og med store smerter. Gav ham et skud morfin. Cogan, Brown og Whitfield også let sårede. Bill Taylor var en af den værste type sårede - granatchok. Tilsyneladende stod han mellem to heste, kun nogle få fod fra bomben, han blev ikke ramt, men vi lagde ham på en båre, et patetisk, usammenhængende, grædende vrag, som var ude af stand til at gå.

 — Chefsergent P. M. Hamilton, 4. lette beredne feltambulance

#### Osmannisk reaktion
Under det endelige angreb og erobring af Tel el Saba rapporterede 1. lette beredne brigade kl. 14.20 at en eskadron osmannisk kavaleri var i færd med at forlade Beersheba i nordlig retning. Omkring kl. 14.30 blev Anzac divisionens hovedkvarter mål for beskydning med højeksplosive granater fra osmanniske feltkanoner. Men efter erobringen af Tel el Saba "kunne Beersheba ikke holdes, og uden angribernes viden, blev der beordret en tilbagetrækning". Den tyske chef for 8. armé Kress von Kressenstein forklarede:
De svækkede tyrkiske bataljoner, som var betroet dens forsvar holdt hårdnakket ud med stort mod og opfyldte herved deres pligt. De holdt to britiske kavaleridivisioner stangen i seks timer og forhindrede dem i at udvide deres manøvrer i flanken ved Beersheba-Hebron vejen.
Ismet Bey, som havde kommandoen over garnisonen i Beersheba, gav ordre til en general tilbagetrækning nordpå fra Beersheba kl. 16. Han trak sig tilbage til hovedkvarteret for 143. regiment (20. korps), som lå omkring 10 km nord for Beersheba i de judæiskebjerge. Samtidig fik 27. divisions ingeniører prdre til at ødelægge vandforsyningen i Beersheba. 48. regiment, som havde været indsat i forsvaret af den sydlige sektor af forsvarsstillingen omkring Beersheba fra Khalasa vejen til Ras Ghannam med en bataljon og et maskingeværkompagni der forsvarede Tel el Saba, var den første enhed, som trak sig tilbage. De rykkede ud for at etablere en bagtropsstilling ved Wadi Saba inden de lette beredne australiere erobrede byen.

#### Beersheba
Da Tel el Saba var blevet taget kl. 15, beordrede den beredne Anzac division et angreb mod det endelige mål: byen Beersheba. Chaytor beordrede 1. og 3. lette beredne brigade til at foretage en afsiddet fremrykning til moskeen i Beersheba i byens nordlige udkant langs en linje, der strakte sig fra punkt 1020 3 km nordvest for Tel el Saba til punkt 970 syd for byen. Disse brigader blev indsat med 9. og 10. lette beredne regiment (3. lette beredne brigade) til højre, 1. lette beredne brigade og 4. lette beredne brigade (beredne australske division) til venstre.
Da 1. og 3. lette beredne brigader fortsatte deres afsiddede angreb, blev de beskudt af osmannisk artilleri. Klokken 17.30 havde 1. lette beredne brigade blokeret alle udgange fra Beersheba i moskeområdet, inklusiv hospitalet og kasernen, hvorved de tog 96 fanger, hospitalspersonale, en præst, grupper af sygehjælpere og 89 patienter. Brigaden opstillede en forpostlinje i denne sektor, efter at have mistet 7 døde og 83 sårede, 68 heste dræbt og 23 såret. 10. lette beredne regiment (3. lette beredne brigade) holdt en forpostlinje nord for Beersheba om natten da en gruppe osmanniske soldater nærmede sig linjen omkring kl. 21. De blev omringet på tre sider inden regimentet skød på dem med maskingeværer og dræbte 50.

#### Lette beredne angreb
Allenby var i Chetwodes 20. korps hovedkvarter ved el Buqqar da han sendte et telegram til Chauvel, hvor han gav ordre til erobring af Beersheba "inden det blev nat". Men inden dette telegram nåede Chauvel var 4. lette beredne brigade i færd med at forberede deres beredne angreb. Luftrekognoscering havde fastslået gennemførligheden af et sådant angreb, da skyttegravene, der strakte sig på tværs af angrebsretningen ikke var blevet forstærket med pigtråd eller hestehuller. Lederen af 12 lette beredne regiment sagde:
 Det stod klart for mig, at jobbet skulle gøres inden det blev mørkt, så jeg foreslog at en galop ind i byen var vores eneste mulighed. Jeg havde nogen erfaring med vellykkede beredne overraskelsesangreb på boernes lejre under krigen i Sydafrika.

 — Donald Cameron brev skrevet i 1928 til Dr. C. E. W. Bean, officiel australsk historiker
Da muligheden for et angreb med beredent infanteri blev nævnt i den beredne australske divisions Preliminary Instruction No. 1 (dateret 26. oktober 1917); lagde den op til at bajonetten var lige så god som sværdet som et våben ved beredent angreb "hvis den kun bruges som et sværd til at støde med". Den foreløbige instruktion anbefalede at bajonetten blev holdt i hånden, da det ville være svært at styre en hest under et angreb hvis bajonetten sad på en riffel. Divisionens våbensmede fik ordre til at skærpe alle bajonetter "straks."
Klokken 11.30 ankom brigadegeneral William Grants 4. lette beredne brigade ved Iswaiwin, hvor mænd og heste holdt rast mens slaget blev udkæmpet af 20. korps og den beredne Anzac division indtil kl. 15.45, hvor de blev beordret til straks at sadle op. Kl. 16 indkaldte Grant ledere og næstkommanderende fra 4. og 12. lette beredne regimenter og udstedte ordrer om deres angreb på Beersheba. 4. lette beredne regiment fra Victoria og 12. lette beredne regiment fra New South Wales var 6½ km fra Beersheba da de blev formeret bag en højderyg omkring 1½ km nord for Hill 1280. Til venstre for den beredne Anzac division, gik 4. lette beredne regiment ind nord for Iswaiwin-til-Beersheba vejen med 12. lette beredne regiment syd for vejen til venstre for dem. De var bevæbnet med "hverken sværd eller lance men ... med bajonetter i hænderne". Regimentets "A", "B" og "C" eskadroner dannede tre linjer (i den orden) med 300-500 meter imellem. En subsektion af den 4. maskingeværeskadron blev tilknyttet hvert regiment, selv om oberstløjtnant Murray Bourchier (chef for 4. lette beredne regiment som kæmpede i skyttegravene og skanserne) sagde at "Hotchkiss maskingeværer var ubrugelige, det hurtige tempo gav ikke tid til at stille dem op".
Mens der blev givet direktiver for bevægelsen af Grant og hans brigademajor, og med Bourchier og Cameron i spidsen for deres regimenter blev den første kilometer tilbagelagt i skridtgang. Efterfølgende sluttede Grant sig til reserveeskadronerne og regimentshovedkvartererne mens regimentscheferne blev tæt på fortroppen; "Kl. 16.30 rykkede de to regimenter af i trav og kom straks til indsats". Da de forreste eskadroner, som fulgte 75 meter efter spejderne kom indenfor rækkevidde af de osmanniske riffelskytter, som bemandede forsvarsstillingerne lige foran dem blev et antal heste ramt af vedvarende hurtig beskydning.
I disse osmanniske skyttegrave, som fortrinsvis vendte mod syd, mens nogle få vendte mod øst, så forsvarerne de lette ryttere angribe og åbnede ild med shrapnelgranater mod 4. og 12. regiment så snart de gik til angreb. Da fremrykningen gik over i galop blev 12 lette beredne regiment beskudt fra skyttegravene på Ras Ghannam. Notts batteriet åbnede ild mod maskingeværerne i skyttegravene ved Ras Ghannam. Efter det andet skud sås de osmanniske soldater på tilbagetog. De to regimenter havde redet næsten 3 km da 12. lette regiment (til venstre) blev mål for kraftig maskingeværild i retning fra Hill 1180, "det kom fra en effektiv afstand, som kunne have været ødelæggende, men de opmærksomme officerer i Essex batteriet fandt straks afstanden og satte dem ud af spillet med de første få granater". De angribende regimenter blev igen beskudt da de var omkring 1½ km øst for Beersheba. Her bragte Notts batteriet en garnison til stilhed og drev den ud af en skanse på punkt 980 (anført i rød på brigadens skitsekort i krigsdagbogen), som lå i siden af angrebet. Resten af den 4. maskingeværeskadron og reserveeskadronen i 12. lette beredne regiment rykkede frem mod punkt 980 og byen i wadien til venstre for at beskytte den venstre flanke.
 Jeg mener at successen skyldtes den fart som bevægelsen blev udført med. Som følge af den mængde af ild, som blev rettet mod fjendens stillinger af maskingeværer og rifler, ville et afsiddet angreb havde resulteret i langt større tab. Det blev bemærket at fjendens moral blev stærkt svækket ved at vore soldater galopperede over hans stillinger og derved fik hans riffelskytter og maskingeværskytter til at miste enhver styring af ildafgivelsen. Da tropperne nåede ind på kort afstand af fjendens skyttegrave lod det til at han rettede næsten al beskydningen mod hestene

 — Oberstløjtnant M. Bourchier, leder af 4. lette beredne regiment

##### 4. lette beredne regiment angriber skyttegrave
Et storslået syn dukkede op til venstre for os, række efter række af ryttere i bevægelse. Tyrkerne var på flugt og den australske division var efter dem. Vi kunne se heste springe over skyttegravene, støv overalt.

 — James McCarroll (Newzealandske beredne riffelbrigade) dengang på Tel el Saba
Da 4. lette beredne regiment nærmede sig befæstningerne direkte foran dem sprang dens forreste eskadron over de første skyttegrave i galop og over den 3 meter dybe og 1,2 m brede hovedlinje, som blev forsvaret af osmanniske soldater. Den forreste eskadron sad herefter af hestene i et område med telte og udgravninger bagved, hvor de fik selskab af en trop fra 12. lette beredne regiment. Mens de første heste blev ført i dækning i galop indledte soldaterne et angreb på skyttegrave og udgravninger hvor de dræbte mellem 30 og 40 inden resten overgav sig. Forsvarerne "kæmpede sammenbidt, og et betydeligt antal blev dræbt", mens fire veteraner fra Gallipoli blev skudt og dræbt da de sad af nogle få fod fra de osmanniske skyttegrave.
Da den anden række af eskadroner nærmede sig de osmanniske skyttegrave sad en trop i "B" eskadronen af for at angribe og erobre den fremskudte skyttegrav inden de fortsatte for at støtte angrebet på hovedlinjen. Bårebærere red frem og arbejdede mellem de afsiddede tropper som kæmpede rundt om i stillingerne og en blev skudt og dræbt på klods hold. Efter erobringen af skansen øst for Beersheba blev den konsolideret af 4. lette beredne regiment, som holdt området natten igennem i tilfælde af modangreb.

##### 12. lette beredne regiment erobrer Beersheba
Da de forreste eskadroner angreb på mod skyttegravene og skansen sad eskadronens chef og omkring 12 soldater fra 12. lette beredne regiment af for at angribe med riffel og bajonet, mens resten af regimentet fortsatte med at galoppere forbi skansen til højre for at ride gennem et hul i forsvarslinjen. Da regimentets anden linjeeskadro nærmede sig skyttegravene og skansen, fortsatte det meste af eskadronen med at ride gennem hullet.  Men da begge eskadronchefer var steget af for at kæmpe i skyttegravene og jordarbejderne, blev tropperne som fortsat var til hest ledet af kaptajnerne Robey og Davies.  Disse ledende tropper samledes ved et punk tæt på hvor vejen fra Asluj krydsede Wadi Saba, bag de vigtigste osmanniske forsvarsværker. Da Robey og Davies beredne tropper var blevet reorganiseret, red de ad Asluj-vejen ind i Beersheba med fuld styrke for at erobre byen.[ 
Da de nåede en rødstensbygning i Beersheba nær moskeen red Robeys eskadron mod den vestlige side af byen, mod nord for at nå et punkt knap 200 meter syd for jernbanestationen, derpå fortsatte de over jernbanelinjen inden de drejede mod højre for at ende ved en oval bygning med tag i den nordlige udkant af byen. I mellemtiden red Davies eskadron op gennem hovedgaden og sluttede sig til Robey i den nordlige udkant. Her drejede begge eskadroner omkring for at stoppe og fange en osmannisk kolonne, som forsøgte at undslippe fra Beersheba. Det meste af kolonnen overgav sig sammen med ni kanoner. En trop "dæmpede" nogle osmanniske soldater, som holdt skyttegrave øst for Beersheba da omkring 60 af dem forsøgte at undslippe. De blev fanget igen af en trop fra 12. lette beredne regiments "C" eskadron. En stor andel af de osmanniske tropper i byen blev til sidst dræbt eller taget til fange. Det er blevet estimeret at mere end halvdelen af de afsiddede osmanniske tropper i Beersheba blev dræbt eller taget til fange, mens 15 af de 28 kanoner i byen blev erobret. 12. lette beredne regiment afleverede 37 officerer og 63 mand taget til fange til brigadehovedkvarteret kl. 23 med fire kanoner og transportkøretøjer. 4. og 12. lette beredne regiment tog tilsammen 1.148 fanger, 10 feltkanoner, 4 maskingeværer, en stor mængde forsyninger, en flyveplads og kørende jernbanemateriel. Det samlede antal, som blev fanget af det beredne ørkenkorps denne dag udgjorde 1.528. Alle disponible ingeniørenheder blev sendt afsted for at udvikle brøndene i byen, men forsyningen var ikke stor. Heldigvis havde der været tordenvejr den 25. oktober, hvilket efterlod vanddamme over et stort område, hvorfra hestene blev vandet.
Fangerne blev flyttet til et område nær jernbaneviadukten i udkanten af Beersheba, hvor de blev samlet og talt. Kun 3. kavaleridivision havde kunnet forlade byen tidligere på dagen. I mellemtiden havde 12 lette beredne regiment etableret en forsvarsring inklusiv vagter, som bevogtede pumpestationen men som blev trukket tilbage kl. 23 da brigadehovedkvarteret ankom og overtog garnisonsopgaven. En patrulje med en underofficer og otte mand foretog en rekognoscering imod sydvest kl. 23 og vendte tilbage kl. 3 med 23 fanger og kunne melde "alt klart". 12. lette beredne brigade gik i bivuak ved midnat i Beersheba inden den kl. 4 blev beordret til at sadle op.
Erobringen af Beersheba ved 12. lette beredne regiment er stort set skrevet ud af historien. "Æren og hæderen for at sikre byen gik til 4. australske lette beredne regimente med et kavaleriangreb, som rangerer på linje med Den Lette Brigades angreb ved Balaklava i 1854." Allenby overså det 12. lette beredne regiments erobring af Beersheba i sin rapport til Wigram, som var tiltænkt kongen. Ifølge ham var det kun 4. lette beredne regiment, der angreb og erobrede byen. "Tiden var kort og brigadechefen brigadegeneral Grant DSO, sendte sit forreste regiment afsted for at angribe skyttegravene. Dette regiment, det 4. lette beredne, galopperede over skyttegravene, som var 2,4 meter brede og 1,2 meter dybe og fulde af tyrkere. Dette afsluttede al modstand, og satte et pænt punktum for slaget." Hans depeche af 16. december 1917 til krigsministeren, optrykt i London Gazette identificerer ikke nærmere "Australian Light Horse," i form af regimenter eller brigader.

##### Støttende enheder
Chauvel beordrede 5. og 7. beredne brigade til at rykke frem og støtte ved at følge angrebet, med 7. beredne brigade til at dække venstre side da den rykkede frem i retning fra Ras Ghannam; og kl. 16.40 fik 11. lette beredne regiment ordre fra 4. beredne brigade til at rykke frem som støtte. Disse støtteenheder er blevet beskrevet som 11. lette beredne regiment som fulgte i trav og derpå kom FitzGerald's 5. beredne brigade mens ude til venstre rykkede 7. beredne brigade frem i god fart langs Khalasa-vejen, der var ingen af betydning i tæt støtte.
11. lette beredne regiments 489 mand og 23 officerer var omkring 3 km mod sydvest hvor de dækkede forpostlinjen, som forbandt den australske beredne division med 7. beredne brigade på den anden side af Iswaiwin-til-Beersheba vejen. De havde afløst 8. lette beredne regiment fra 3. lette beredne brigade kl. 15.45. Kl. 17.30 red 11. lette beredne regiment afsted til 4. lette beredne brigades hovedkvarter, og ankom til Beersheba kl. 19.30. Regimentet fortsatte herefter til den vestlige og nordlige udkant af byen for at bemande en forpostlinje mod et modangreb.
Den 5. beredne brigade, som var uddannet og bevæbnet til et beredent angreb, lå "nær ved Chauvels hovedkvarter" mens 4. lette beredne brigade var "nærmere Beersheba", da beslutningen om at angribe blev taget. "Chauvel havde tøvet et øjeblik over om han skulle indsætte 5. beredne brigade, som var i reserve, og i modsætning til australierne var udrustet med sværd, men da 4. lette beredne brigade var i nærheden af byen, besluttede han at den skulle angribe." Selv om 5. beredne brigade fik ordre til at rykke mod Beersheba bag 4. lette beredne brigade, sadlede Worcestershire Yeomanry] op og red afsted for at vande hestene ved Hannam kl. 16. Regimentet afgik til sidst som bagtrop i 5. brigade kl. 21.30 og ankom til Beersheba kl. 0.30 den 1. november.
Den 7. beredne brigade med en sektion af det letpansrede motorbatteri og en Ford bil tilknyttet var redet ud af Esani kl. 20 den 30. oktober for via Itweil el Semin at nå Ras Ghannam på Asluj-til-Beersheba vejen. De lå omkring 5 km syd for Beersheba, da de skabte forbindelse til det beredne ørkenkorps på højre side og 20. korps på venstre ved Khalasa-til-Beersheba vejen. Deres ordrer gik ud på at holde en linje, som dækkede punkt 1210, 2,5 km syd for Ras Ghannam og Gos en Naam. De opstillede observationsposter på en linje 1½ km syd for Ras Ghannam som strakte sig til Gos en Naam, etablerede kommunikationsforbindelser til den beredne australske division sydvest for Khashim Zanna kl. 9 og var i nær kontakt med 20, korps' kavaleriregiment. Resten af brigaden samlede sig syd for deres forpostlinje, "klar til handling". Omkring kl. 10 rapporterede 8. lette beredne regiment (3. lette beredne brigade) at dets hovedkvarter var ved punkt 1180, at Ras Ghannam var stærkt forsvaret og at de var i forbindelse med 7. beredne brigade på deres venstre side. 7. beredne rapporterede kl. 13.45 at deres batteri havde beskudt modstanderne en masse på de nordlige skråninger af Ras Ghannam.
Klokken 16, da den osmanniske garnison blev rapporteret at have indledt sin tilbagetrækning fra Beersheba, fik 7. beredne brigade ordre til at samarbejde (i retning fra Ras Ghannam) i den beredne australske divisions angreb mod Beersheba. Mundtlige ordrer om at samarbejde i angrebet blev også modtaget af 7. beredne brigade fra 4. lette beredne brigade en halv time senere. Den forreste eskadron af Sherwood Rangers Regiment trængte frem med en eskadron af Notts Hussars, som havde holdt en linje fra punkt 1210 til Ras Ghannam. De ankom til Ras Ghannam kl. 16.50 blot for at se, at forsvarerne havde trukket sig tilbage "uden at affyre et eneste skud". Resten af Sherwood Rangers Regiment besatte skyttegravene øst for Ras Ghannam da de fik at vide, at Beersheba var blevet taget af 4. lette beredne brigade. Den 7. beredne brigade red ned ad Asluj vejen uden at møde modstand og ind i Beersheba for at vande deres heste omkring kl 23.

### Tab
20. korps tog 419 fanger mens det beredne ørkenkorps tog 1.528 fanger. De osmanniske tab blev vurderet til at ligge på det halve af disse tal. Der blev fundet omkring 500 døde på slagmarken.
De sværeste allierede tab blev lidt af det britiske infanteri i 20. korps (som havde 116 døde i kamp), selv om det samlede antal britiske døde var 171. 4. lette beredne brigade led tab på 35 døde og 39 sårede, heraf havde 12 lette beredne regiment 20 dræbte og 19 sårede. De fleste af de sårede ryttere faldt under angrebet mens den høje andel af dræbte i forhold til sårede forekom i nærkampene i skyttegravene.

## Efterspil
Det 20. korps og det beredne ørkenkorps vandt en taktisk manøvrekrigs sejr og tvang den osmanniske garnison ved Beersheba til at trække sig tilbage. Men selv om 53. brigade med en brigade fra 10. division tilknyttet var blev placeret så den kunne forhindre osmanniske enheder i at undslippe fra slaget, lykkedes det garnisonen i Beersheba at trække sig tilbage ad vejen mod Gaza og mod nord ind i de judæiske bjerge ad vejen mod Hebron, Bethlehem og Jerusalem. Og selv om garnisonen i Beersheba led store tab, forsinkede den osmanniske bagtrops ihærdige forsvar ved Hareira, Tel es Sheria og Tel el Khuweilfe den egyptiske ekspeditionsstyrke i en uge da de fortsatte med at holde resten af Gaza linjen. Hovedkvarteret for det 3. osmanniske korps, som havde trukket sig tilbage fra Beersheba til Tel es Sheria under slaget, vendte tilbage for at støtte forsvaret af vejen til Hebron ved Dhahriye, efterfulgt af 143. regiment fra 24. division og 1.500 rifler fra den tidligere Beersheba gruppe, som var blevet reorganiseret ved Tel es Sheria. Denne sidste gruppe rykkede senere frem for at forstærke forsvaret af Tel el Khuweilfe, hvor slaget begyndte den 1. november.
Den 1. november blev de osmanniske forsvarere bekymrede over angreb fra den beredne Anzac division mod Tel el Khuweilfe og vejen til Hebron og Jerusalem, da de frygtede at et stort kavaleriangreb kunne bryde gennem den osmanniske linje og erobre 7. armés hovedkvarter i Hebron. Men den egyptiske ekspeditionsstyrke planlagde imidlertid at bryde den osmanniske front i midten ved Hareira og Sheria. Da kampene ved Khuweilfe fortsatte blev der gennemført et mindre angreb mod Gaza i natten mellem 1. og 2. november, mens hovedangrebet i centrum i slaget om Hareira og Sheria begyndte den 6. november. Gaza viste sig at være blevet evakueret af sine osmanniske forsvarere tidligt den 7. november og Hareira blev også erobret den morgen. Efter kraftig modstand mod 60. divisions angreb mod de osmanniske forsvarere ved Sheria (støttet af et angreb fra det lette beredne den 7. november), blev denne stilling erobret af infanteri lige inden skumringen den 7. november.
Den britiske udenrigsminister Arthur Balfour kontaktede Baron Rothschild, en velhavende bankmand og en ledende britisk zionist, den 2. november (to dage efter erobringen af Beersheba). I Balfour-deklarationen foreslog han et nationalt hjem for det jødiske folk i Palæstina. Brevet blev offentliggjort i The Times den 9. november 1917. Ligeledes den 2. november, mens de lykønskede Allenby med sejren ved Beersheba, meddelte krigsministeriet ham, at det var usandsynligt at han ville modtage forstærkninger:
 Jeg vil lykønske Dem, og alle involverede i Deres succes, som man må håbe at De vil kunne udvikle ... til at presse tyrkerne overfor Dem så langt Deres ressourcer tillader, så fjenden bliver tvunget til at overføre tropper til Palæstina og dermed lette trykket på Maude [i Mesopotamien], og drage fordel af den arabiske situation. Ved beslutningen af i hvilket omfang De vil være i stand til sikkert at gennemføre denne politik, vil De være vejledt af det faktum, at en forøgelse af den styrke, som nu er til Deres rådighed, er usandsynlig.

 — Robertson til Allenby (modtaget 2. november 1917)
Påstanden om, at "herfra og til enden af krigen glemte tyrkerne aldrig Beersheba" og at det tyske og osmanniske infanteri "når de blev galopperet imod, som ... de ofte blev, ivægerligt skød vildt og overgav sig hurtigt i kampen", blev modbevist da et solidt osmannisk forsvar mødte 11. og 12. lette beredne regiments angreb under kampene om Sheria den 7. november og ved angrebet på Huj den 8. november 1917.
Efter at Gaza var blevet besat den 7. november red Imperial Service Cavalry Brigade fra 21. korps gennem ruinerne af Gaza for at nå Beit Hanun kl. 13, og 157. brigade (52. division) indledte infanteriets forfølgelse lands middelhavskysten og nå Sheikh Hasan kl. 12.15. I centrum af linjen fandt den beredne Anzac division et hul på den østlige side af Sheria til at begynde deres forfølgelse ved daggry den 7. november. Efter at være blevet forsinket ved Sheria, rykkede den beredne australske division og 60. division frem og tog Huj den 8. november. Den aften var alle de osmanniske stillinger, som havde udgjort Gaza-til-Beersheba linjen, blevet erobret og de tidligere forsvarere var i fuldt tilbagetog.

## Fodnoter
1. ↑  Adskillige slag blev udkæmpet på linjen mellem Gaza og Beersheba mellem 31. oktober og 7. november. De blev alle henregnet til Tredje slag om Gaza selv om de foregik over et stort område og blev udkæmpet af forskellige korps. [Battles Nomenclature Committee 1922 p. 32, Falls 1930 Vol. 2 Sketch Maps 1–9]
2. ↑  Påstanden om, at dette var det sidste vellykkede kavaleriangreb i moderne krigshistorie,  overser den 4. lette brigades angreb ved Sheria den 7. november 1917, 5. beredne brigades angreb ved Huj den 8. november og i 1918 10. kavaleribrigades angreb ved Irbid den 26. september, 14. kavaleribrigades angreb ved Kiswe og 4. lette beredne brigades angreb ved Kaubab begge den 30. september, dagen før erobringen af Damaskus under Sinai- og Palæstina-felttoget. [Falls 1930 Vol. 2 pp. 95–595]
3. ↑  En historiker hævder, at Gaza til Beersheba linjen "strakte sig ubrudt over næsten 50 km". [Erickson 2001 p. 163]
4. ↑  3. regiment fra 3. kavaleridivision var på dette tidspunkt indsat øst for Jordan-floden. [Falls 1930 Vol. 2 p. 42 note]
5. ↑  Styrken som forsvarede Beersheba er blevet beskrevet som "40.000 rifler (deres maksimale styrke blev senere konstateret til højest at udgøre 33.000), 1.400 sabler, fire batterier og omkring 50 maskingeværer fra garnisonsstyrken."[Bruce 2002 p. 127] Men ifølge den officielle britiske historiker omhandler disse tal hele linjen mellem Gaza og Beersheba. [Falls 1930 Vol. 2 p. 35]
6. ↑  Det har været påstået, at den østlige side af Beersheba "var knap nok forsvaret overhovedet, nogle få smalle skyttegrave uden pigtråd var de eneste kunstige forhindringer på den side, om end Wadi es Sabe i sig selv gav gode skydestillinger hvorfra man kunne bestryge det flade land sydfra." [Falls 1930 Vol. 2 p. 34]
7. ↑  Erickson overså de nylige kamperfaringer, som 52. division havde høstet i slaget ved Romani, den beredne Anzac-division ved Romani, Magdhaba og Rafah, begge divisioner havde også kæmpet i de to første slag om Gaza. [Erickson 2007 pp. 111–2]
8. ↑  20. korps indledte deres opmarch kl. 20 den 30. oktober fra to endepunkter af jernbanen ved Karm og Gamli. [Kinloch 2007 p. 199]
9. ↑  Den 30. oktober var der ingen vand til rådighed ved Asluj til hestene i 11. og 12. lette beredne regiment. [11th Light Horse Regiment War Diary October 1917 AWM4-10-16-25, 12th Light Horse Regiment War Diary October 1917 AWM4-10-17-9]
10. ↑  Osmanniske poster ved G. el Shegeib og Arara var blevet opdaget den 25. oktober, den beredne newzealandske rifler og 2. lette beredne brigade fik ordrer til at "håndtere" dem under opmarchen. [Anzac Mounted Division General Staff War Diary October 1917 AWM4-1-60-20 Part 1]
11. ↑  Det har været hævdet at pausen skulle lade en lille sandstorm passere. [Bruce 2002 p. 129]
12. ↑  20. korps "kunne uden tvivl selv have erobret Beersheba inden de beredne tropper." Men dette mål "var blevet tildelt det beredne Ørkenkorps." [Falls 1930 Vol. 2 p. 57] Infanteridivisionerne kunne ikke fortsætte deres fremrykning fordi de manglede vand, og "en yderligere fremrykning ville bringe rod i det næste trin i operationerne." [Gullett 1941 p. 392]
13. ↑  Det 6. lette beredne regiment, 2. lette beredne brigade i den beredne Anzac division) udgjorde divisionens reserve på dagen. [6th Light Horse Regiment War Diary October 1917 AWM4-10-11-35]
14. ↑  Det hævdes, at 2. lette beredne brigade kontrollerede vejen kl. 11 og erobrede Tel el Sakaty kl. 12.30. [Powles 1922 p. 136]
15. ↑  De lette The 13-punds kanoner i det fire kanoners batteri havde afløst den australske og Anzac divisionens 18-punds kanoner i september 1917. [Bou 2009 p. 173]
16. ↑  2. og 3. lette beredne regimenter i 1. lette beredne brigade er blevet omtalt som om de angreb over sleten sammen, hvilket ligner beskrivelser af det senere 4. og 12. lette beredne regiment (4. lette beredne brigade) [Preston 1921 p. 27] Ifølge 1. lette beredne brigades krigsdagbog var der et mellemrum på flere timer mellem fremrykningen af 3. lette beredne regiment, som fandt sted mellem kl. 10.15 og 11 og 2. lette beredne regiment, som rykkede frem mellem kl. 13 og 14. [1st Light Horse Brigade War Diary November 1917 AWM4-10-1-40, Appendix 5 Report on operations against Beersheba on 31 October 1917 p. 2]
17. ↑  Dette kort er baseret på Gullett's kort 15. Ingen af kortene viser hovedkvarteret for den beredne Anzac division, den beredne australske division og det beredne Ørkenkorps ved Kashim Zanna trods det at talrige kilder placerer dem der. [Preston 1921 pp. 25–6, Powles 1922 pp. 136–7, Hill 1978 p. 126]
18. ↑  Gullett bemærkede, at "var Tel el Sabe faldet tidligere, som det havde været ventet, ville et afsiddet angreb uden tvivl være blevet besluttet." [Gullett 1941 p. 393]
19. ↑  1., 2. og den beredne newzealandske riffelbrigade (beredne Anzac division) havde angrebet til hest mens de holdt påsatte bajonetter den 5. august på 3. dagen af slaget ved Romani. [Powles 1922 p. 34, Falls 1930 Vol. 1 pp 193–4]
20. ↑  12. lette beredne regiment bestod af 498 mand, inklusiv 19 officerer den 27. oktober 1917 da regimentet marcherede ud fra Tel el Fara. [12th Light Horse Regiment War Diary October 1917 AWM4-10-17-9 Appendix XII Marching out state.] 4. lette beredne regiment angiver ikke sin styrke i oktober, men den 30. november bestod det af 25 officerer og 450 mand. [4th Light Horse Regiment War Diary November 1917 AWM4-10-9-35]
21. ↑  Gullett skriver, at de formeredes kl. 16.30 og en side senere, at de rykkede ud i trav begge kl. 16.30. [Gullett 1941 pp. 394, 395]
22. ↑  Massie skitsekortet af 12. lette beredne regiments adjudant, som også skrev regimentets krigsdagbog på dette tidspunkt vedhæftede det til 4. lette beredne brigades krigsdagbog for marts 1918 og gengivet ovenfor, viser de to første eskadroner i linjeformation, mens den tredje eskadron er vist i kolonneformation. Hand-drawn map of the 4th LHB prior to charging into Beersheba, Australian Light Horse Studies Centre
23. ↑  Det oprindelige kort opbevares på State Library of New South Wales. Det kan ses online på:
24. ↑  Grant hævdede at han alene var ansvarlig for angrebet, "at Hodgson tog ham med til korpskommandøren, som gav ham ordre til at 'tage byen inden aften', uden at give nærmere instrukser om hvordan det skulle without gennemføres." [Falls 1930 Vol. 2 p. 58 note] Men det er blev hævdet, at Chauvel sagde til Hodgson, som var leder af den beredne australske division, "Send Grant direkte ind." "Put Grant straight at it.", Australian Light Horse Studies Centre Arkiveret 17. juli 2011 hos  Wayback Machine
25. ↑  Preston describes advances, by the 2nd and 3rd Light Horse Regiments (1st Light Horse Brigade), which according to their brigade war diary took place hours apart, in terms more appropriate to the simultaneous charge of the 4th and 12th Light Horse Regiments. [Preston 1921 pp. 27–8] [1st Light Horse Brigade War Diary November 1917 AWM4-10-1-40, Appendix 5 Report on operations against Beersheba on 31 October 1917 p. 2]
26. ↑  The 400 yards (370 m)-long bridge across the Wadi Saba was part of the Palestine Railway to Hafir el Auja, constructed by Meissner who had built the Baghdad Railway. [Preston 1921 p. 35]
27. ↑  Det er blevet hævdet, at 7. beredne brigade blev holdt op af beskydning i flanken fra Ras Ghannam om eftermiddagen og at efter at denne var blevet bragt til ophør deltog brigaden i besættelsen af Beersheba da natten faldt på. [Massey 1919 p. 33]

## Eksterne kilder
- Wikimedia Commons har flere filer relateret til Slaget om Beersheba (1917)
- Australian Light Horse Studies Centre Arkiveret 11. august 2011 hos  Wayback Machine- Palestine – Beersheba (engelsk)
- The Light Horse Charge at Beersheba Arkiveret 15. februar 2004 hos  Wayback Machine (engelsk)
- Kort over de tyrkiske troppers placering om morgenen den 31. oktober 1917 og den efterfølgende udvikling af slaget ved Beersheba Arkiveret 7. november 2009 hos  Wayback Machine (engelsk)
- En kopi af telegrammet til den tyrkiske chef for 4. armé Arkiveret 7. november 2009 hos  Wayback Machine (engelsk)
- En fyldestgørende liste med links til oversættelser af over 70 øjenvidneskildringer af angrebet på Beersheba fra Australian Light Horse Studies Centre (engelsk)

31°14′59.18″N 34°47′58.95″Ø / 31.2497722°N 34.7997083°Ø